# 24 czasa
24 czasa (bułg. 24 часа) – bułgarski dziennik wydawany w Sofii. Należy do gazet typu tabloid. Został założony w 1991 roku.